# Metal Gear Solid
Metal Gear Solid (Japans: メタルギアソリッド, Romaji: Metaru Gia Soriddo), ook wel afgekort tot MGS, is een actie-avontuur/stealthspel dat is ontwikkeld en uitgegeven door Konami. Het spel is uitgekomen voor de PlayStation in 1998 en Windows in 2000.
Het spel is geregisseerd, geproduceerd en mede-geschreven door spelontwikkelaar Hideo Kojima, en is het vervolgdeel op de MSX2-spellen Metal Gear en Metal Gear 2: Solid Snake.
Door het succes van het spel kwamen er talloze vervolgdelen uit in de Metal Gear-serie, maar ook afgeleide spellen en stripboeken.

## Plot
Metal Gear Solid volgt protagonist Solid Snake, een soldaat die moet infiltreren in een nucleaire wapenfaciliteit om de terroristische bende FOXHOUND onschadelijk te maken. Snake moet hierbij twee gijzelaars bevrijden en zien te voorkomen dat de wapens worden gelanceerd.

## Verhaal
In februari 2005 leidde Fox-hound in samenwerking met de "genetically-enhanced Next-Generation Special Forces unit" een opstand die plaatsvond tijdens een geheime militaire proef die op Shadow Moseseiland plaatsvond. Dit is een locatie in Alaska waar nucleaire wapens worden ontmanteld. Hiermee kregen ze controle over de nieuw ontwikkelde Metal Gear Rex. Ze eisten dat de Verenigde Staten hen de overblijfselen van Big Boss overhandigden. Solid Snake werd wederom uit zijn pensioen vandaan getrokken door Roy Campbell, welke wil dat hij Shadow Moses infiltreert om deze dreiging tegen te gaan.
Tijdens deze operatie komt Snake het nichtje van Campbell tegen, genaamd Meryl Silverburgh. Verder komt de speler Dr. Hal Emmerich (ook bekend als Otacon) tegen, dit is de ontwerper van Metal Gear Rex. Ook krijgt men de hulp van meerdere specialisten zoals Dr. Naomi Hunter (genetica-specialist) en Mei-Ling (nano-specialist) via de codec (ontwikkeld door Mei Ling). 
Terwijl de speler in het spel tegen FOXHOUND aan het vechten is, komt hij ook een Cyborg-ninja tegen. Deze leeft enkel om tegen Snake te vechten. Later in het spel blijkt dit Gray Fox te zijn, een oude oorlogsmaat van Snake die hij in Zanzibar (uit Metal Gear 2: Solid Snake) dacht te hebben gedood. Nadat men, met behulp van de ninja, Metal Gear Rex en alle vijf de leden van FOXHOUND heeft verslagen, moet Snake enkel nog zijn broer genaamd Liquid Snake verslaan. Hier blijkt dat Solid, Liquid en Solidus (later in Metal Gear Solid 2: Sons of Liberty) eigenlijk klonen zijn van Big Boss (de legendarische soldaat uit de jaren 70 van de 20e eeuw). Na een lang gevecht verslaat Solid eindelijk Liquid en verlaat Shadow Moses.
Het gehele incident wordt in de doofpot gestopt. Enkel in Metal Gear Solid 2: Sons of Liberty wordt bekend dat Nastasha Romanenko (de "nucleaire analist" die de speler helpt via de codec) alle codec-transmissies heeft opgeslagen en het gehele Shadow Moses-incident in een gelijknamig boek heeft verwerkt en gepubliceerd. De wereld ziet het echter als een vermakelijk verhaal in plaats van de waarheid.

## Karakters
Hoofdpersoon Solid Snake is een infiltratie-expert en saboteur. Tijdens zijn missies krijgt hij ondersteuning via de radio. Kolonel Roy Campbell is Snake's voormalig officier en voorziet hem van tactieken. Campbell wordt bijgestaan door Naomi Hunter, een medisch specialist, Nastasha Romanenko, een wapenspecialist, Master Miller, een overlevingscoach, en Mei Ling die het radarsysteem heeft ontwikkeld.
De meest belangrijke tegenstander in het spel is Liquid Snake, leider van de terroristische organisatie FOXHOUND. Deze organisatie bevat experts op verschillende vlakken zoals Revolver Ocelot, Sniper Wolf, Vulcan Raven, Psycho Mantis en Decoy Octopus.
Overige karakters in het spel zijn Meryl Silverburgh, de nicht van kolonel Campbell, dr. Hal Emmerich, hoofdontwikkelaar van Metal Gear REX, en de 'ninja', een mysterieuze cybernetisch gemanipuleerde agent.

## Ontvangst
Metal Gear Solid werd zeer positief ontvangen in recensies, en verkocht meer dan zes miljoen exemplaren. Op aggregatiewebsite Metacritic krijgt het spel een score van 94/100.
Het spel wordt beschouwd als een van de meest belangrijke computerspellen die een grote bijdrage leverde aan de populariteit van het stealth-genre. Het principe van vijanden ontwijken in plaats van vechten is daarna in vele andere spellen gebruikt. MGS wordt soms ook wel een combinatie genoemd tussen film en spel vanwege de lange videofragmenten en uitgebreide verhaallijn.
In september 2015 werd Metal Gear Solid gekozen tot beste originele PlayStation-spel aller tijden door de gebruikers van PlayStation.Blog.

## Medewerkers
- Hideo Kojima - regie, producent, ontwerp, script
- Motoyuki Yoshioka - producent
- Kazunobu Uehara - programmeur
- Yoji Shinkawa - grafisch
- Tomokazu Fukushima - script
- Kazuki Muraoka - muziek
- Hiroyuki Togo - muziek
- Takanari Ishiyama - muziek
- Lee Jeon Myung - muziek
- Maki Kirioka - muziek

## Uitbreidingen
- Metal Gear Solid: Integral: Een uitbreiding op MGS, uitgebracht in 1999 voor de PlayStation in Japan.
- Metal Gear Solid: VR Missions: Uitgebracht in 1999 voor Noord-Amerika. Het omvatte dezelfde inhoud als de derde schijf van Integral: een groot aantal Virtuele Missies van uiteenlopende categorieën, als sluipen, schietoefeningen, varia, het besturen van een ninja et cetera. Veel van deze missies worden begeleid door ge-remixte muziek van de MSX2-versie van Metal Gear.

## Trivia
- Het spel is opgenomen in het boek 1001 Video Games You Must Play Before You Die van Tony Mott.